# 沙维尼奥勒圆形山羊奶酪
沙维尼奥勒圆形山羊奶酪（法語：Crottin de Chavignol）產自法國中部盧瓦爾省桑塞尔的沙维尼奥勒村，先已列入欧盟原產地名稱保護。
此種奶酪的外殼會隨成熟度由白色變為黑色，而内部則爲白色，但一樣會隨成熟度由軟質變成硬質。